# Molophilus huron
Molophilus huron är en tvåvingeart som beskrevs av Alexander 1929. Molophilus huron ingår i släktet Molophilus och familjen småharkrankar. Inga underarter finns listade i Catalogue of Life.